# Hanbalici
Hanbalici (arab. ‏حنبلى‎) – zwolennicy jednej z czterech głównych sunnickich szkół prawa muzułmańskiego, wywodzącej się od teologa Ahmada ibn Hanbala (zm. 855).
Jest to najbardziej rygorystyczna ze szkół. Zwolenników szkoły hanbalickiej cechuje konserwatywność i bezkompromisowa interpretacja Koranu oraz Sunny. Kijas (analogia) i idżma (zgoda uczonych) zostały odrzucone przez Ibn Hanbala, który starał się przywrócić pierwotną czystość religii i prawa. 
Doktryny szkoły hanbalickiej zachowały się głównie dzięki ruchowi teologa Muhammada Ibn Abd al-Wahhaba (zm. 1792) twórcy wahhabizmu – radykalnego, ortodoksyjnego prądu islamu sunnickiego. Aktualnie jest to najmniejsza szkoła, która jest popularna głównie na Półwyspie Arabskim (Arabia Saudyjska, Katar oraz Zjednoczone Emiraty Arabskie).